# Pherotesia falcis
Pherotesia falcis là một loài bướm đêm trong họ Geometridae.